# Hôtel du Molant
L’hôtel du Molant ou hôtel Hévin est un hôtel particulier situé au croisement de la Place des Lices et de la rue de Juillet, dans le quartier Centre de Rennes. Il est, tous les samedis, bordé par le marché des Lices.

## Historique
L'hôtel a été construit de 1666 à 1670, commandé par le juriste Pierre Hevin (1623-1692).
Il fut occupé par l'intendant de Bretagne de 1689 à 1692, date à laquelle il rejoindra l'hôtel de Brie.
Pour ses façades et toitures, les boiseries et peintures encore présentes dans les pièces, ainsi que la grande cage d'escalier, l'hôtel du Molant est inscrit au titre des monuments historiques depuis le 14 mars 1963.

## Architecture

### Extérieur
Le bâtiment est en pierre, et constitué de deux bâtiments en angle ainsi que d'une cour intérieure à arcades qui abritait les anciennes écuries.

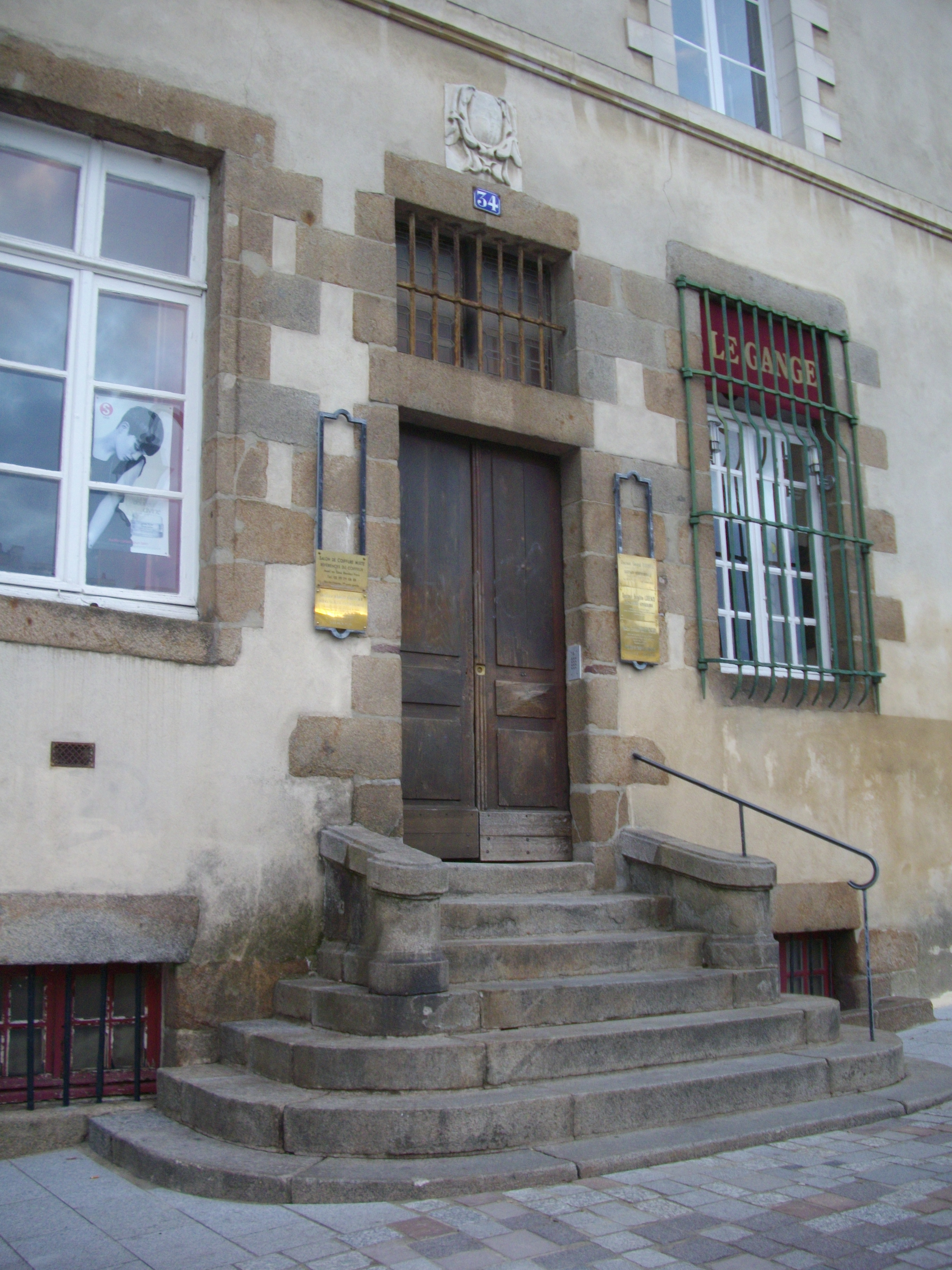
Perron de l'hôtel au 34 place des Lices
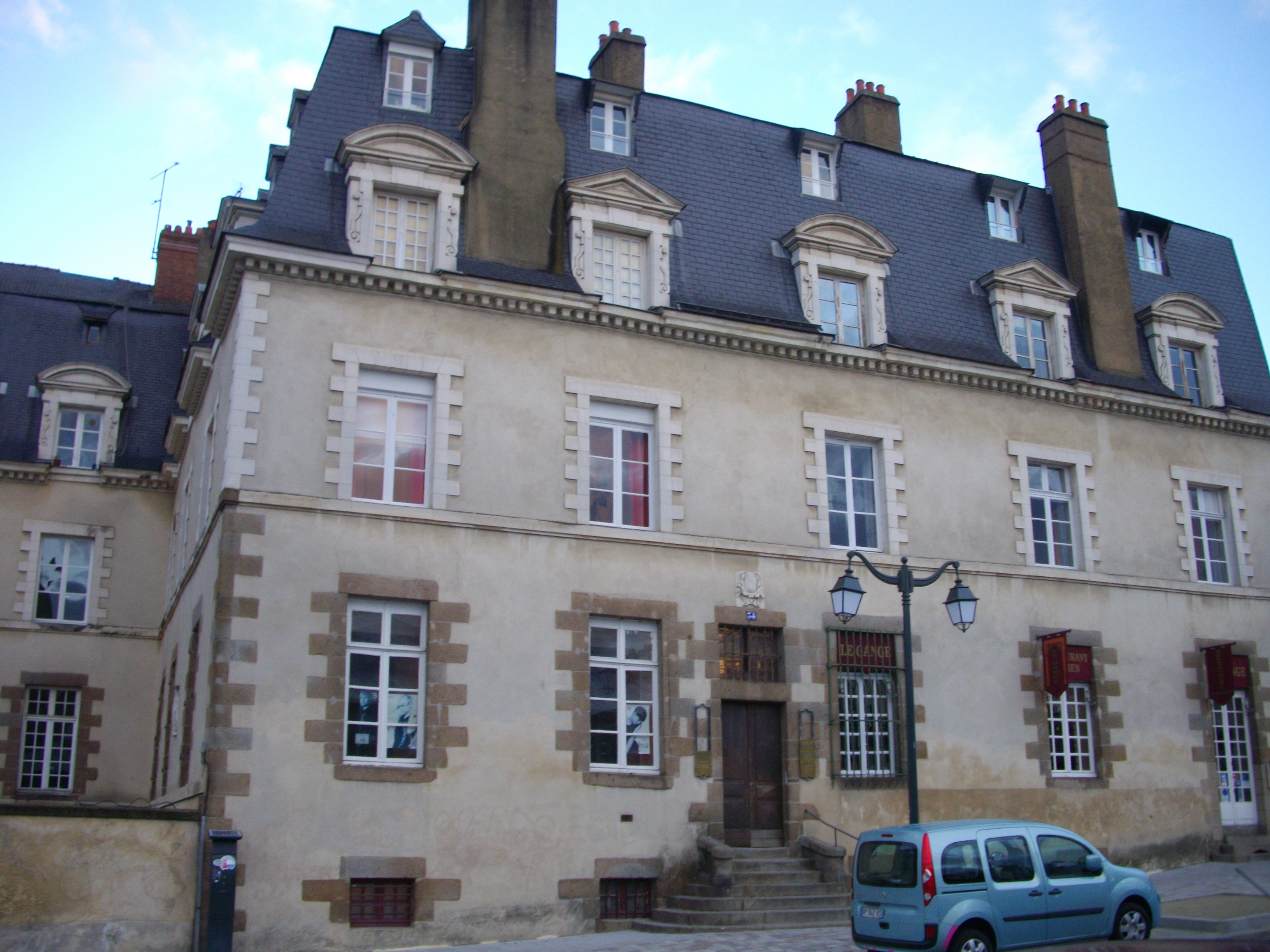
Façade côté place des Lices
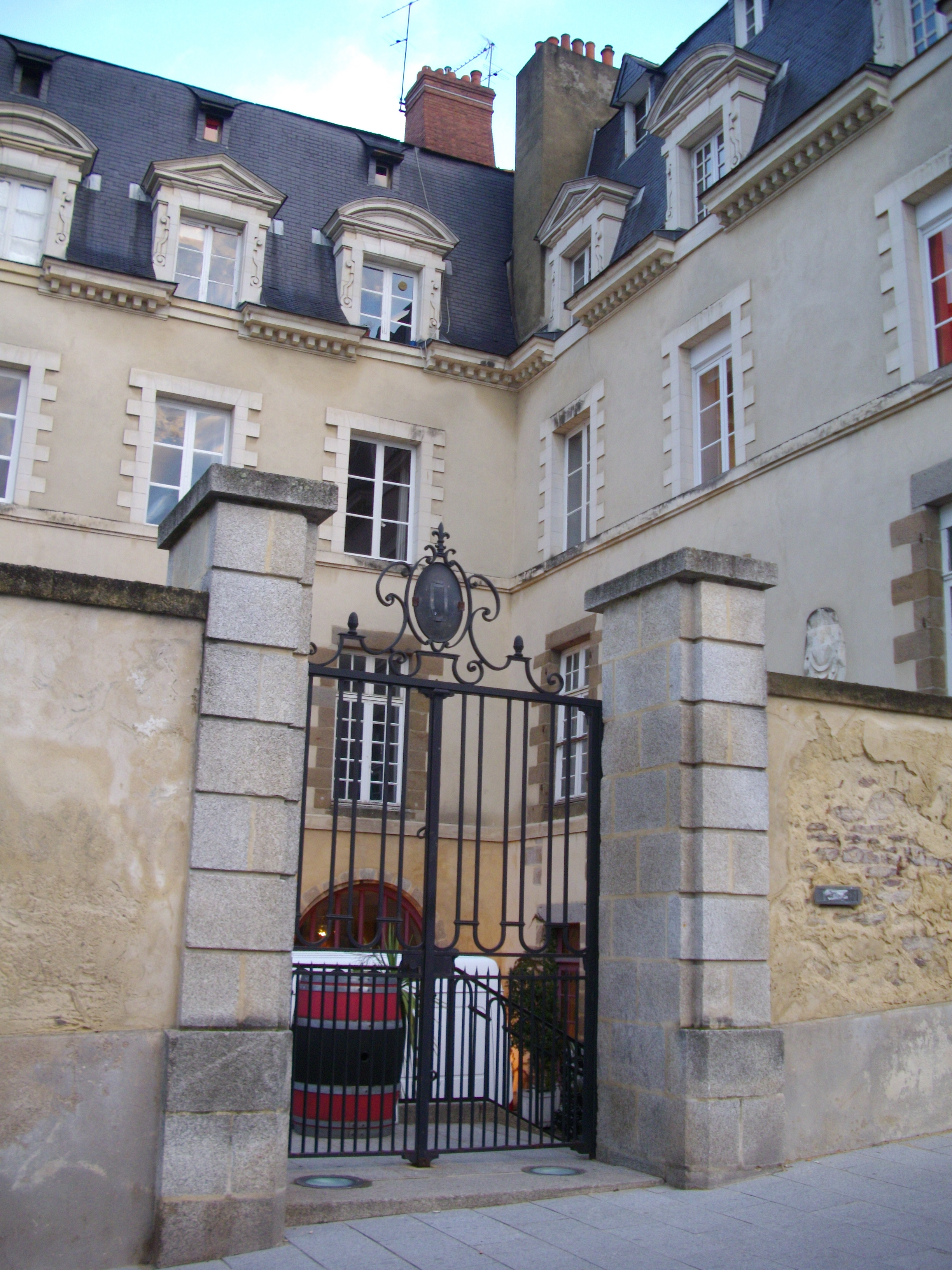
Portail côté place des Lices
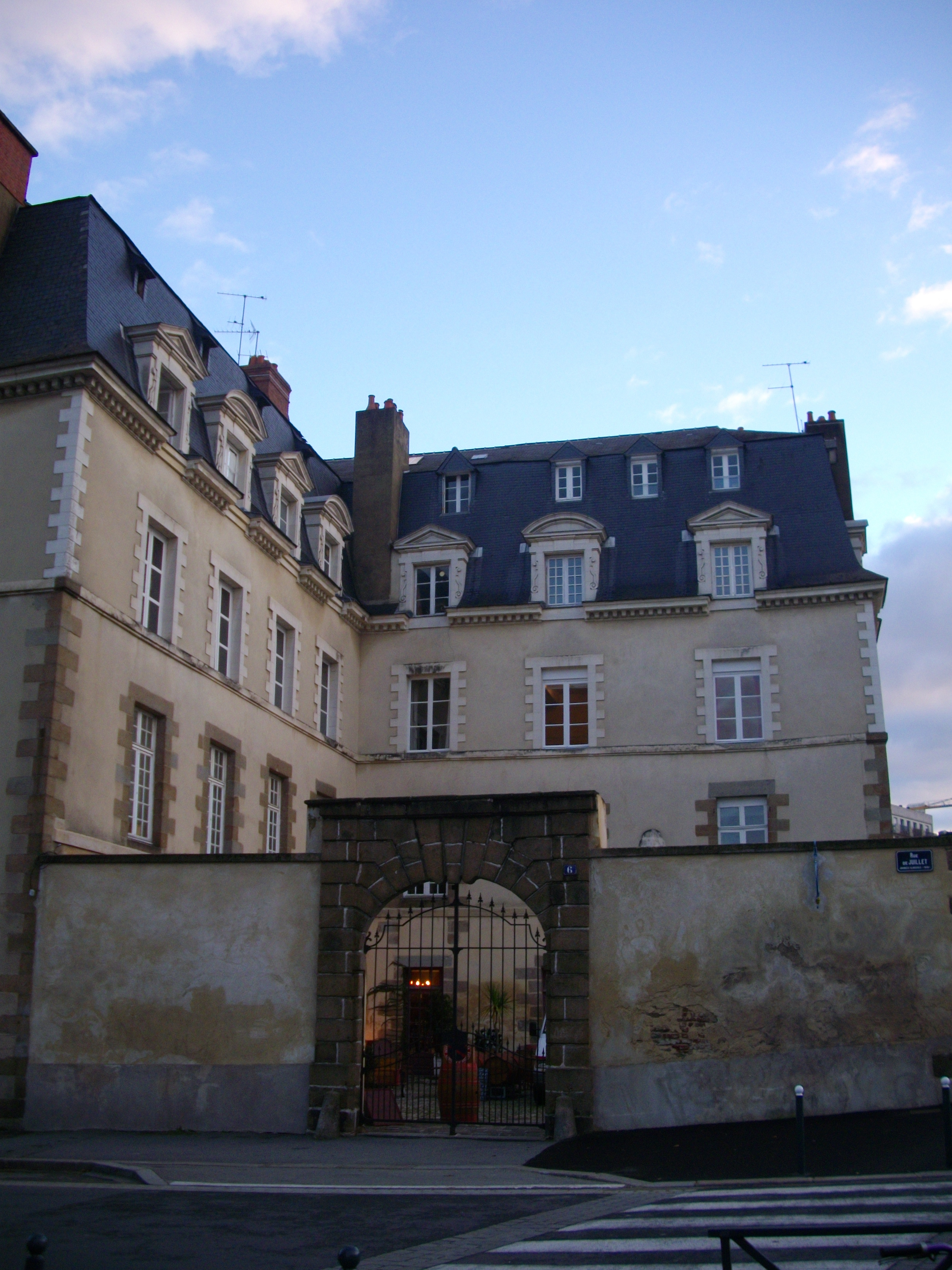
Portail côté rue de Juillet
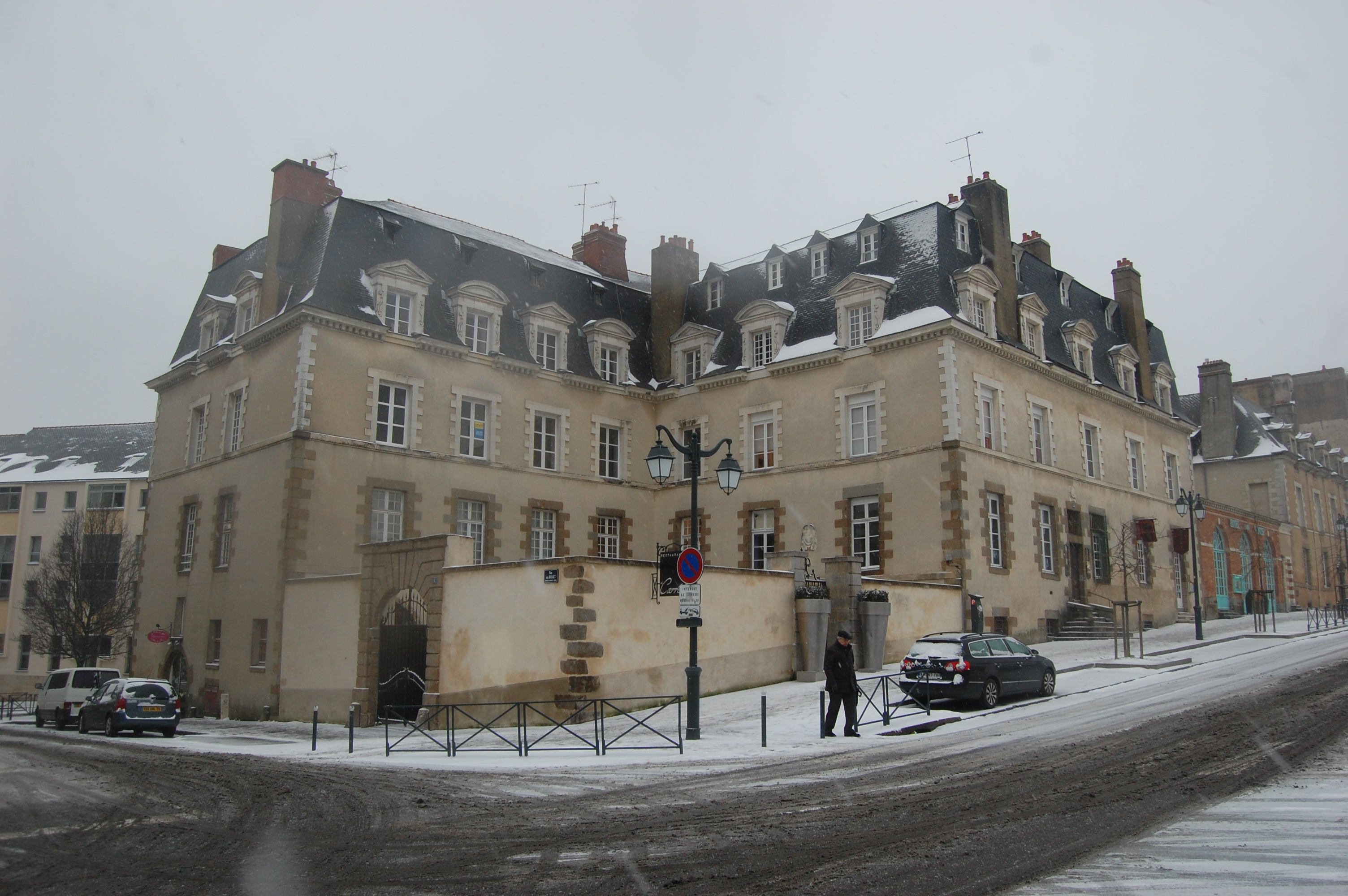
Vue d'ensemble de l'hôtel du Molant depuis la place du bas des lices

### Intérieur
Il présente une grande cage d'escalier à balustre ainsi que de nombreuses boiseries. Un médaillon représentant Louis XIV est présent dans l'entrée, ainsi que plusieurs médaillons. La majorité des boiseries du rez-de-chaussée ont été démontées et envoyées aux États-Unis en 1924, hormis un plafond peint représentant Uranie et les Comètes.

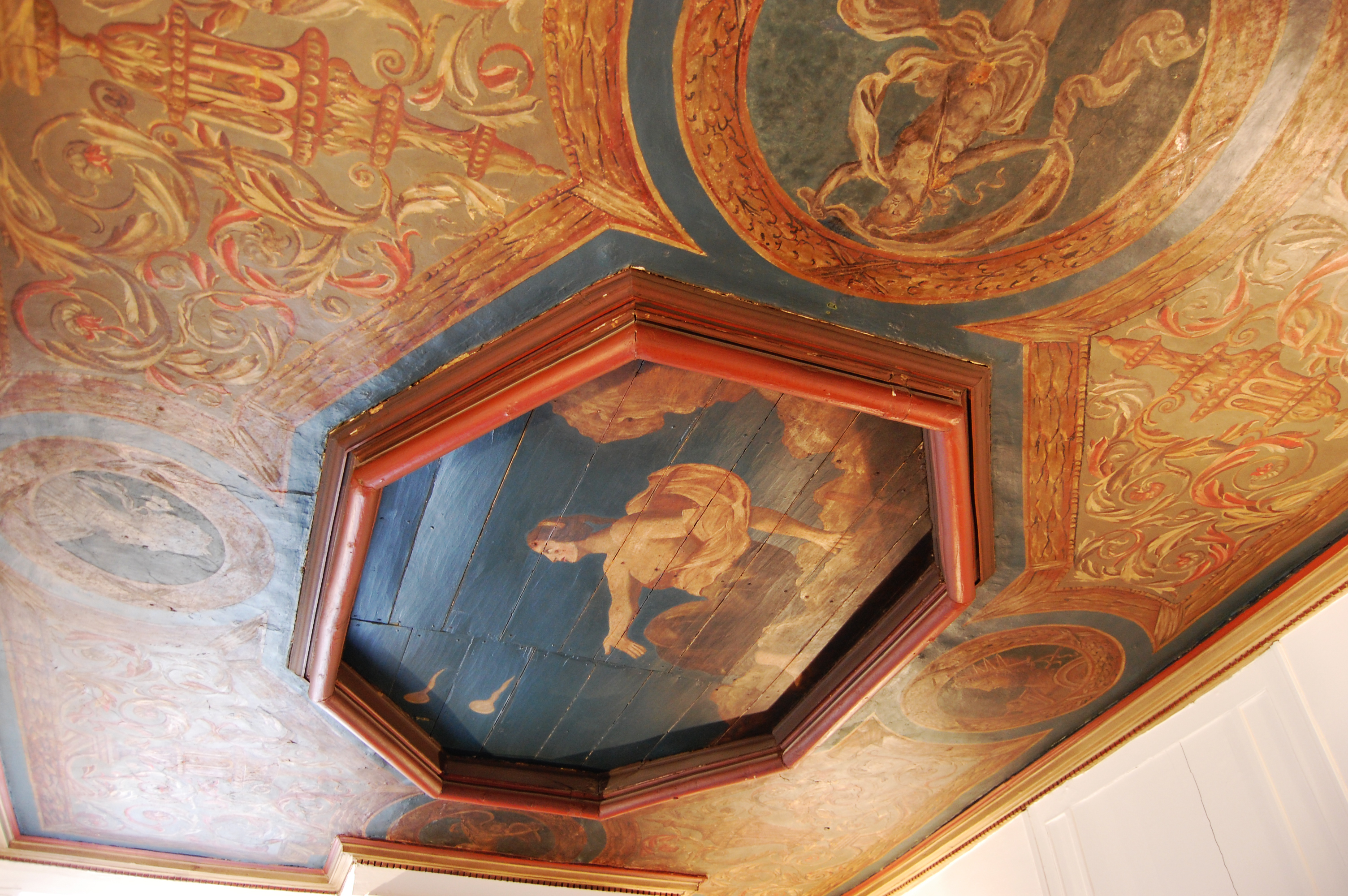
Uranie et les comètes
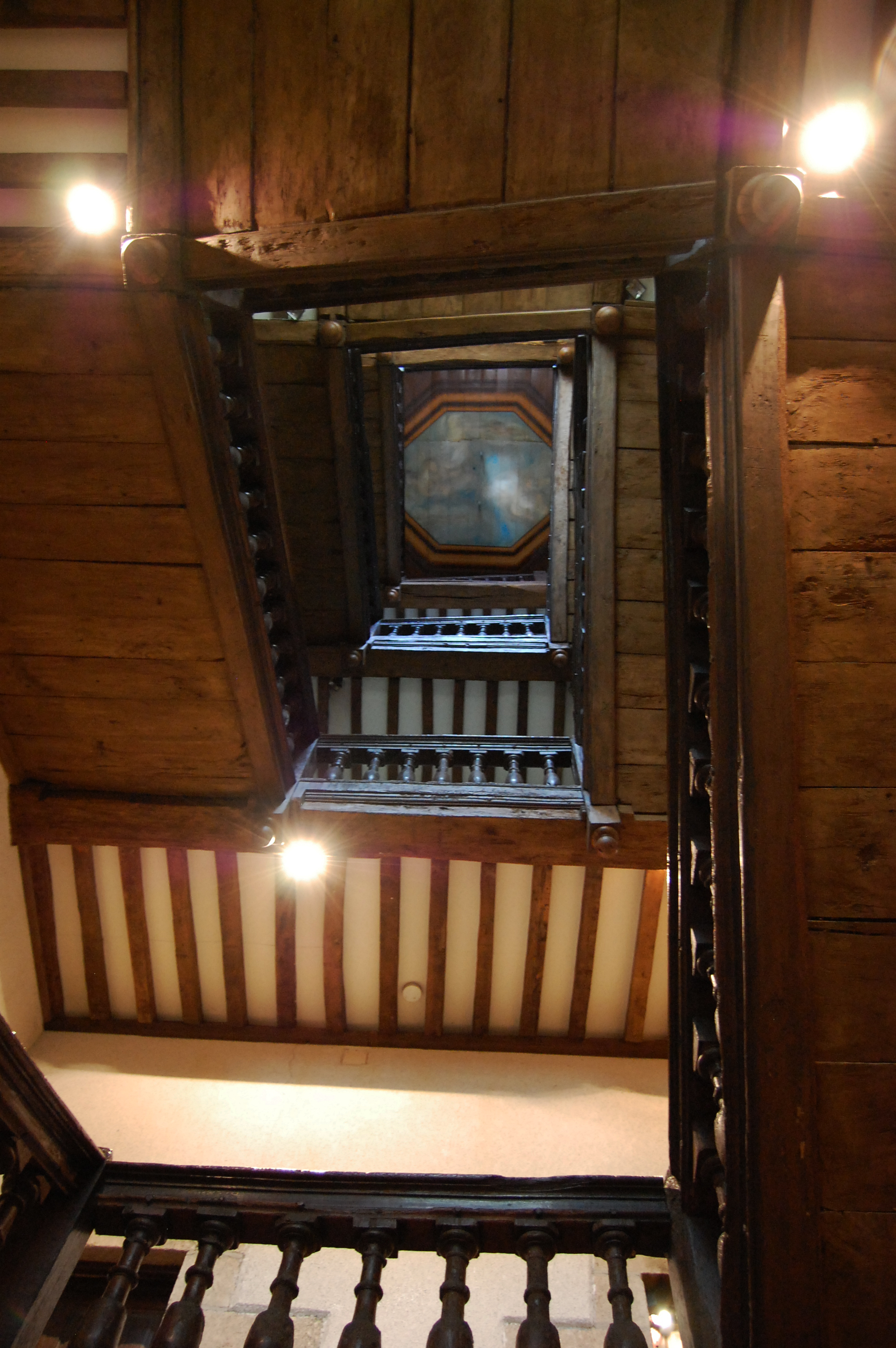
La cage d'escalier, avec un plafond peint
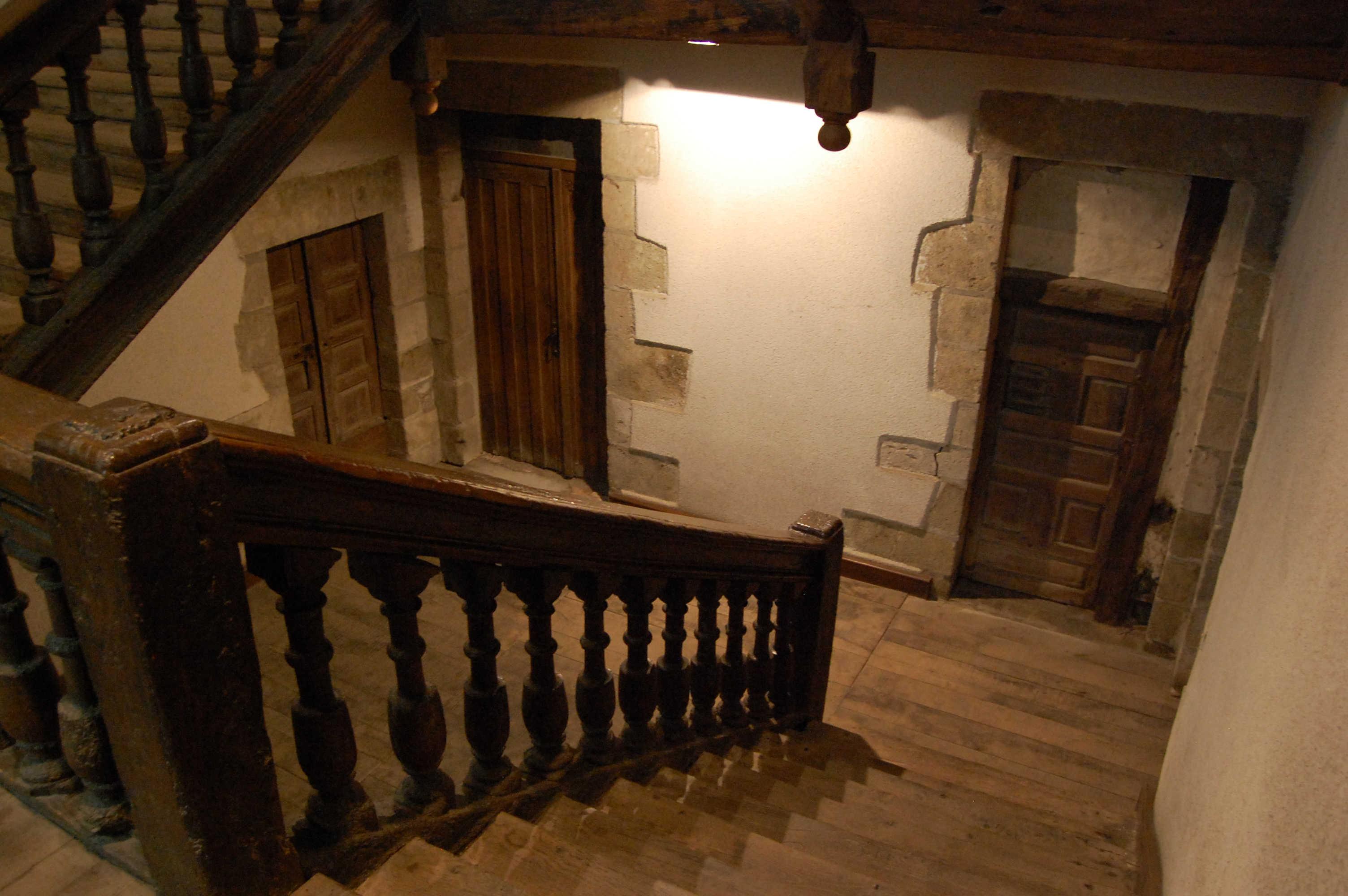
Caves de l’hôtel
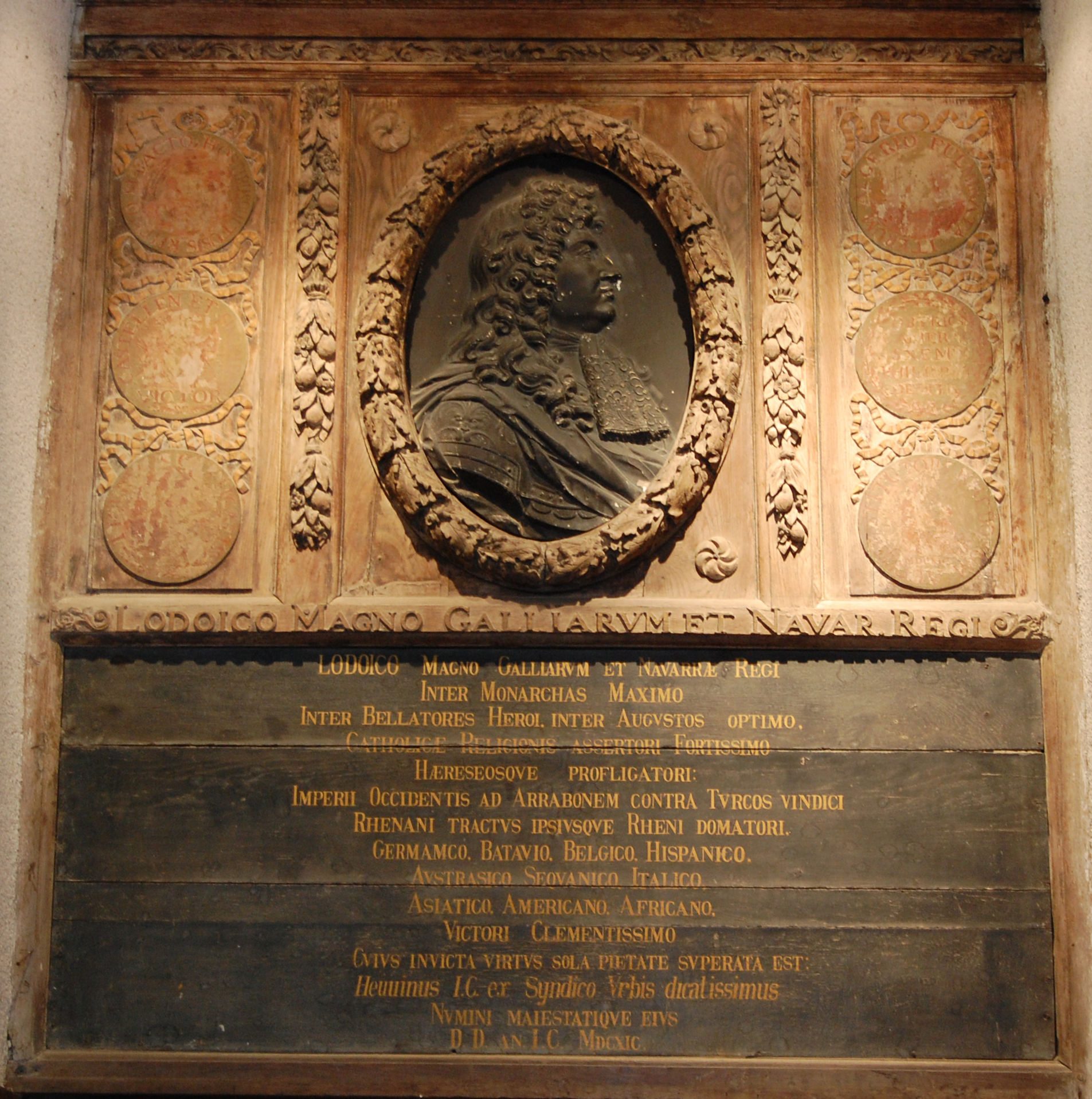
Médaillon dédié à Louis XIV